# Showtime (pel·lícula)
Showtime és una pel·lícula còmica estatunidenca dirigida per Tom Dey i estrenada l'any 2002. Ha estat doblada al català

## Argument
Veterà de les forces de policia de Los Angeles, el sergent-detectiu Mitch Preston (Robert De Niro) no té altra ambició que seguir sense problema la pràctica d'un ofici que exerceix des de fa més de vint anys. Per al patruller Trey Sellars (Eddie Murphy), la professió de policia no és pas un fi en si: aquesta no és que una simplicíssima etapa en el camí del protagonisme. Actor reprimit, corre d'audició en audició, esgotant totes les seves possibilitats pel seu amateurisme i la seva falta de naturalitat lamentable. Una nit, Trey saboteja, per excés de zel, la conclusió d'una investigació de diversos mesos que havia de permetre a Mitch detenir una perillosa banda de traficants...

## Distribució
- Robert De Niro: Mitch Preston
- Eddie Murphy: Trey Sellars
- Rene Russo: Chase Renzi
- Pedro Damián: Caesar Vargas
- Frankie Faison: el capità Winship
- William Shatner: ell mateix
- Nestor Serrano: Ray
- Drena De Niro: Annie
- Linda Hart: la criada
- Mos Def: Lazy Boy

## Premis
- 2002: 2 Nominacions als Premis Razzie: Pitjor actor (Murphy) i parella en la pantalla